# Anthony Avent
Anthony Avent (Rocky Mount, Carolina del Norte; 18 de octubre de 1969) es un exjugador de baloncesto estadounidense que disputó 6 temporadas en la NBA, en 5 equipos diferentes, además de jugar en Italia y Grecia. Con 2,06 metros de estatura, jugaba en la posición de ala-pívot.

## Trayectoria deportiva

### Universidad
Avent asistió a la Universidad de Seton Hall durante tres años, donde con los Pirates consiguió llegar hasta la final de la NCAA de 1989, cayendo derrotados a manos de Michigan por 80-79. Su mejor campaña la firmó en su año júnior, promediando 18,3 puntos y 10,3 rebotes. En los 96 partidos totales que disputó con Seton Hall, Avent consiguió unos promedios de 10,5 puntos y 7,1 rebotes por encuentro.

### Profesional
Avent fue seleccionado en la 15.ª posición del Draft de la NBA de 1991 por Atlanta Hawks, aunque sus derechos fueron más tarde traspasados a Milwaukee Bucks. En la temporada 1991-92 jugó en el Phonola Caserta de la liga italiana, donde promedió 1,1 puntos y 10,3 rebotes en 15 partidos. La 1992-93 fue su primera temporada en la NBA, con los Bucks, realizando la que sería su mejor temporada en la liga con 9,8 puntos y 6,2 rebotes de media por encuentro. A mitad de la temporada 1993-94, Avent fue traspasado a Orlando Magic a cambio de Anthony Cook y dos rondas de draft. 
Tras pasar un año más en los Magic y otro en Vancouver Grizzlies, Avent fichó por el Panathinaikos BC griego. En 1998 firmó con el Sioux Falls Skyforce de la CBA, y posteriormente militó en Utah Jazz y Los Angeles Clippers antes de hacer una última parada en Grecia (PAOK Salónica BC) y retirarse del baloncesto.
En los 352 partidos que disputó en la NBA, Avent anotó 1.958 puntos y capturó 1.584 rebotes.

## Estadísticas de su carrera en la NBA

### Temporada regular
| Año     | Equipo        | PJ  | PT  | MPP  | %TC  | %3P  | %TL  | RPP | APP | ROB | TPP | PPP |
| ------- | ------------- | --- | --- | ---- | ---- | ---- | ---- | --- | --- | --- | --- | --- |
| 1992–93 | Milwaukee     | 82  | 78  | 27.9 | .433 | .000 | .651 | 6.2 | 1.1 | 0.7 | 0.9 | 9.8 |
| 1993–94 | Milwaukee     | 33  | 20  | 21.1 | .404 | .000 | .772 | 4.7 | 1.0 | 0.5 | 0.6 | 7.4 |
| 1993–94 | Orlando       | 41  | 20  | 16.5 | .341 | .000 | .636 | 4.5 | 0.8 | 0.4 | 0.3 | 3.5 |
| 1994–95 | Orlando       | 71  | 3   | 15.0 | .430 | .000 | .640 | 4.1 | 0.6 | 0.4 | 0.7 | 3.6 |
| 1995–96 | Vancouver     | 71  | 32  | 22.3 | .384 | .000 | .740 | 5.0 | 1.0 | 0.4 | 0.6 | 5.8 |
| 1998–99 | Utah          | 5   | 0   | 8.8  | .308 | .000 | .500 | 2.4 | 0.2 | 0.4 | 0.0 | 1.8 |
| 1999–00 | L.A. Clippers | 49  | 3   | 7.7  | .302 | .000 | .719 | 1.5 | 0.2 | 0.3 | 0.3 | 1.7 |
| Total   | Total         | 352 | 156 | 19.1 | .403 | .000 | .686 | 4.5 | 0.8 | 0.5 | 0.6 | 5.6 |

### Playoffs
| Año     | Equipo  | PJ | PT | MPP  | %TC  | %3P  | %TL  | RPP | APP | ROB | TPP | PPP |
| ------- | ------- | -- | -- | ---- | ---- | ---- | ---- | --- | --- | --- | --- | --- |
| 1993–94 | Orlando | 2  | 0  | 20.0 | .462 | .000 | .875 | 5.5 | 0.5 | 0.0 | 0.0 | 9.5 |
| 1994–95 | Orlando | 7  | 0  | 5.7  | .429 | .000 | .750 | 1.1 | 0.0 | 0.0 | 0.1 | 1.3 |
| Total   | Total   | 9  | 0  | 8.9  | .450 | .000 | .833 | 2.1 | 0.1 | 0.0 | 0.1 | 3.1 |